# Xenon 2: Megablast
Xenon 2: Megablast is een computerspel van het type shoot 'em up uit 1989. Het spel is een verticaal scrollend ruimteschietspel waarbij het veld van boven wordt weergegeven. De speler moet verschillende levels doorkomen, die zijn voorzien van golven vijanden en een eindbaas. Elke vijand die wordt verslagen krijgt de speler geld. Met dit geld kan bij Colin's Bargain Basement het schip worden verbeterd door middel van betere wapens, snelheid en meer levensenergie.

## Platforms
| Jaar | Platform                                      |
| ---- | --------------------------------------------- |
| 1989 | Amiga, Atari ST                               |
| 1990 | DOS, Sega Mega Drive                          |
| 1991 | CDTV, PC-98, SEGA Master System, Sharp X68000 |
| 1992 | Game Boy                                      |
| 1993 | Acorn 32-bit                                  |
| 2013 | BlackBerry                                    |

## Ontvangst
| Beoordeeld door                       | Platform           | Datum          | Score |
| ------------------------------------- | ------------------ | -------------- | ----- |
| Amiga Joker                           | CDTV               | september 1991 | 100%  |
| Zzap!                                 | Amiga              | oktober 1989   | 97%   |
| Amiga Joker                           | Amiga              | november 1989  | 91%   |
| ACE (Advanced Computer Entertainment) | Atari ST           | oktober 1989   | 90%   |
| CU Amiga                              | Amiga              | oktober 1989   | 88%   |
| Mean Machines                         | Sega Mega Drive    | februari 1992  | 82%   |
| Sega8bit.com                          | SEGA Master System | 7 maart 2006   | 80%   |
| Video Games                           | SEGA Master System | maart 1991     | 57%   |
| Power Play                            | Game Boy           | mei 1993       | 49%   |
| Sega-16.com                           | Sega Mega Drive    | 11 juni 2012   | 10%   |